# Eduard Gamper

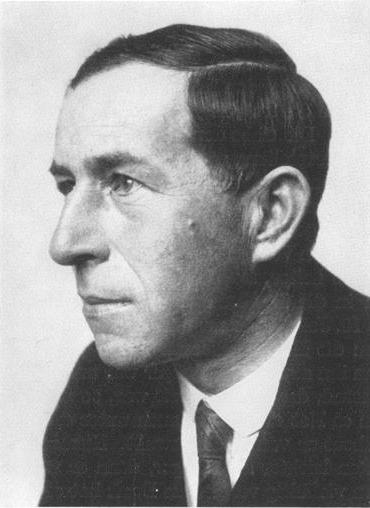
Eduard Gamper

Eduard Gamper (* 23. Juni 1887 in Kappl; † 20. April 1938 am/im Walchensee) war ein österreichischer Neurologe und Psychiater.

## Leben
Eduard Gamper war das älteste von acht Kindern des Hausarztes Eduard Gamper und seiner Frau Anna Maria, geborene Rudigier. Er besuchte nach der Volksschule in Reutte bis 1906 das Bischöfliche Gymnasium in Brixen, studierte an der Universität Innsbruck Medizin, wurde 1911 in Innsbruck promoviert und habilitierte sich 1920 an der Universität in Innsbruck für Neurologie und Psychiatrie. Im Jahr 1925 wurde er außerordentlicher Professor und 1930 in der Nachfolge von Otto Pötzl ordentlicher Professor an der Deutschen Universität Prag. Im Zeitraum 1936/37 war er Dekan der medizinischen Fakultät.
Eduard Gamper veröffentlichte 1926 die erste wissenschaftliche Schrift zur Anenzephalie, auf die sich der Terminus Gampersches Mittelhirnwesen begründet.
Er wurde 1936 als Mitglied in die Deutsche Akademie der Naturforscher Leopoldina aufgenommen.
Eduard Gamper starb gemeinsam mit seiner zweiten Ehefrau Helene, geborene Seyfarth (1895–1938), mit der er seit 1927 verheiratet war, bei einem Unfall mit seinem Auto im Walchensee. Das Ehepaar wurde am 27. April 1938 in Breitenwang beigesetzt.
Seine Nachfolge als Vorstand der Psychiatrisch-Neurologischen Klinik der Deutschen Universitat in Prag übernahm der Psychiater und Neurologe Kurt Albrecht.

## Schriften
- Reflexuntersuchungen an einem Anencephalus. In: Zeitschrift für die gesamte Neurologie und Psychiatrie, 104, 1926, S. 47–73